# Most im. gen. Tadeusza Buka w Spale
Most im. gen. Tadeusza Buka w Spale – zabytkowy żelbetowy most na rzece Pilicy, zlokalizowany w południowej części Spały (województwo łódzkie, powiat tomaszowski).

## Historia i architektura
Pierwszą przeprawę w tym miejscu zapewniał drewniany most z 1884. Został on zniszczony przez wycofujące się wojska rosyjskie w trakcie I wojny światowej. W jego miejsce żołnierze niemieccy wznieśli drewniany most prowizoryczny.
Obecny most na drodze łączącej Spałę z Ciebłowicami, wraz z zatokami i kamiennymi ławkami oraz oświetleniem, wzniesiono w 1936 w miejscu poprzedniej, niemieckiej konstrukcji drewnianej. W otwarciu uczestniczył prezydent Ignacy Mościcki. Przeprawa oparta jest na stalowych dźwigarach pełnościennych połączonych od góry 125-metrową płytą żelbetową. Obiekt został uszkodzony w trakcie działań II wojny światowej i został odnowiony w 1948. W 2011 patronem mostu został generał Tadeusz Buk, mieszkaniec Spały, który zginął w katastrofie smoleńskiej (obok przeprawy stoi głaz upamiętniający tę postać).